# Ciocalypta alleni
Ciocalypta alleni är en svampdjursart som beskrevs av de Laubenfels 1936. Ciocalypta alleni ingår i släktet Ciocalypta och familjen Halichondriidae. Inga underarter finns listade i Catalogue of Life.